# Baron Corbin
Thomas Pestock (Lenexa, Kansas, 13 de septiembre de 1984) es un luchador profesional y exjugador de fútbol americano estadounidense. Actualmente compite en el circuito independiente bajo el nombre de Bishop Dyer. Es conocido por haber trabajado para la empresa WWE de 2012 a 2024, donde actuó bajo el nombre de Baron Corbin. 
Siendo jugador de fútbol americano, Tom Pestock jugó como liniero ofensivo para los Indianapolis Colts y los Arizona Cardinals en la National Football League (NFL), y fue tres veces Campeón de Golden Gloves y una vez Campeón de grappling. En WWE, Baron Corbin destaca un reinado como Campeón de los Estados Unidos, otro como Campeón en Parejas de NXT con Bron Breakker, una victoria como ganador de la tercera edición del André the Giant Memorial Battle Royal, haber sido Money in the Bank 2017, y ostentar el título de King of the Ring 2019.

## Primeros años
Pestock nació en Lenexa, Kansas el 13 de septiembre de 1984. Asistió a la Universidad Estatal del noroeste de Misuri.

## Carrera como jugador de futbol americano

### Universitario
Pestock asistió a la universidad de la División II de la NCAA Northwest Missouri State University, en donde jugó como guardia ofensivo y se convirtió en el titular del equipo durante su tercer año en 2007. Pestock fue nombrado con mención honorífica por MIAA en 2007 y su equipo como el primero por MIAA en 2008. Formó parte de los equipos que asistieron a cuatro Campeonatos Nacionales de la División II consecutivos, pero perdieron cada uno de ellos.

### Profesional
Pestock firmó con los Indianapolis Colts el 27 de abril de 2009, luego de no haber sido seleccionado en el Draft de la NFL del mismo año. Fue liberado por los Colts el 13 de agosto pero firmó nuevamente con el equipo el 19 de agosto. Sin embargo, fue liberado por los Colts otra vez el 5 de septiembre.
Pestock firmó un futuro contrato con los Arizona Cardinals el 18 de enero de 2010, y se destacó por tirar uppercuts en una batalla entre el equipo en el campo de entrenamiento. Fue liberado por los Cardinals el 3 de septiembre y firmó un contrato con el escuadrón de prácticas del equipo el 6 de septiembre. Sin embargo, fue nuevamente liberado por los Cardinals el 2 de septiembre de 2011.

## Carrera como boxeador

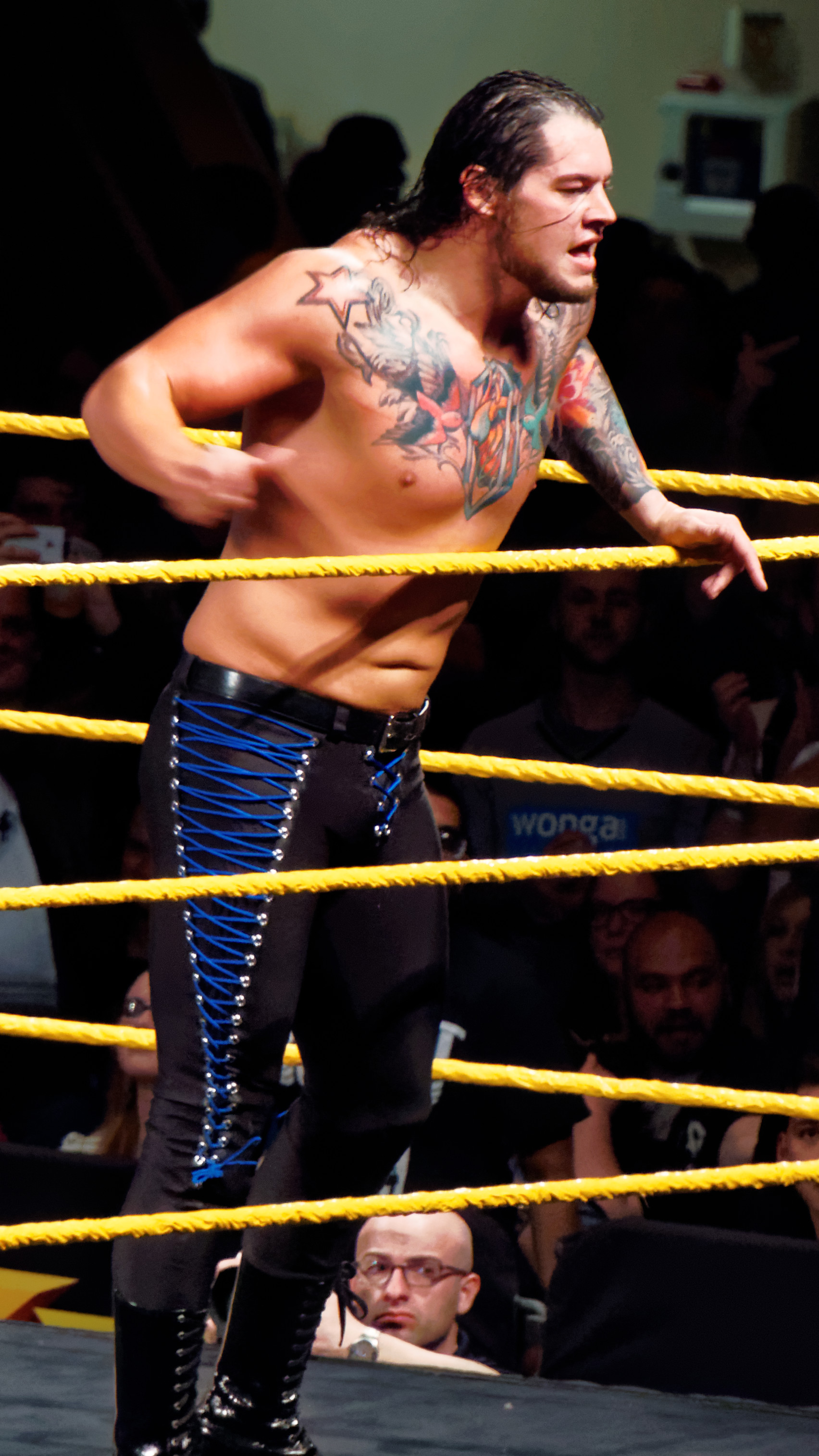
Corbin enfrentándose a Rhyno en marzo de 2015 durante el fin de semana de WrestleMania 31.

En 2007, Pestock fue dos veces campeón regional Amateur Kansas-Missouri del Golden Gloves. Pestock compitió en el Torneo Nacional de Campeones de Golden Gloves en 2008, derrotando a Chaen Chess y perdiendo ante Andrae Cathron.

## Carrera como luchador profesional

### WWE (2012–2024)

#### NXT (2012-2016)

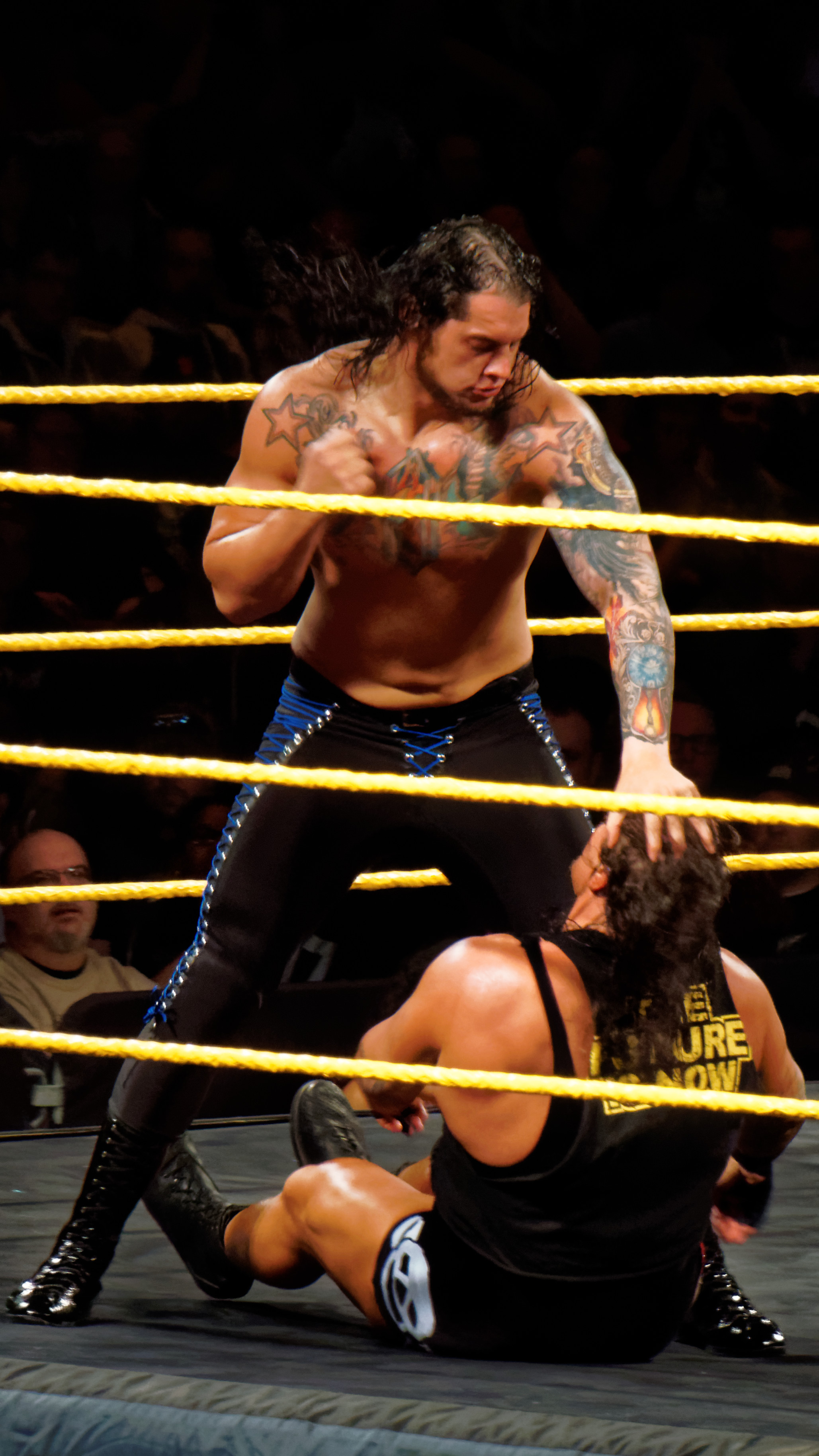
Corbin enfrentándose a Rhyno en marzo de 2015 durante el fin de semana de WrestleMania 31.

Pestock firmó con el sistema de desarrollo de WWE, NXT, en agosto de 2012. Utilizando el nombre artístico de Baron Corbin, hizo su debut en el ring el 18 de octubre en un evento en vivo, perdiendo ante Dante Dash. Corbin hizo su debut televisivo en el episodio del 8 de mayo de 2013 de NXT, siendo derrotado por Damien Sandow. En el episodio del 29 de mayo de NXT, Corbin participó en un Battle Royal para determinar al contendiente #1 por el Campeonato de la NXT, pero fue uno de los primeros eliminados por Mason Ryan. Luego de eso, hizo varias apariciones como parte del talento de mejora, participando en un Battle Royal para determinar al retador #1 por el Campeonato de la NXT el 8 de mayo de 2014, siendo este su último combate televisado antes de su re-debut.
Después de una larga ausencia, un Corbin renovado regresó el 11 de septiembre en NXT TakeOver: Fatal 4-Way, donde derrotó a CJ Parker. Corbin derrotó a Parker en una lucha de revancha en el episodio del 18 de septiembre de NXT. Luego de eso, Corbin ganaría numerosos combates individuales contra jobbers, cada uno en un corto período de tiempo, hasta cruzar caminos con Bull Dempsey, quien también estaba ganando sus luchas rápidamente, comenzando una rivalidad entre los dos para ver quién podría superar al otro al tener la menor cantidad de tiempo para ganar sus combates. El 11 de diciembre en NXT TakeOver: R Evolution, Corbin tuvo un enfrentamiento con Dempsey después de ganar su lucha contra Tye Dillinger. Su anticipado combate uno a uno finalmente tuvo lugar en el episodio del 14 de enero de 2015 de NXT, el cual ganó Corbin, rompiendo la racha invicta de Dempsey en el proceso. Corbin participó en un torneo para determinar al contendiente #1 al Campeonato de NXT, derrotando a Bull Dempsey en la primera ronda, pero luego fue eliminado por Adrian Neville en la semifinal, poniéndole fin a la racha invicta de Corbin. El 11 de febrero en NXT TakeOver: Rival, Corbin derrotó a Dempsey en un No Disqualification match para terminar el feudo. Más tarde, Corbin participó en un torneo por un lugar dentro del André the Giant Memorial Battle Royal en WrestleMania 31 Axxess, pero perdió en la primera ronda ante Finn Bálor.

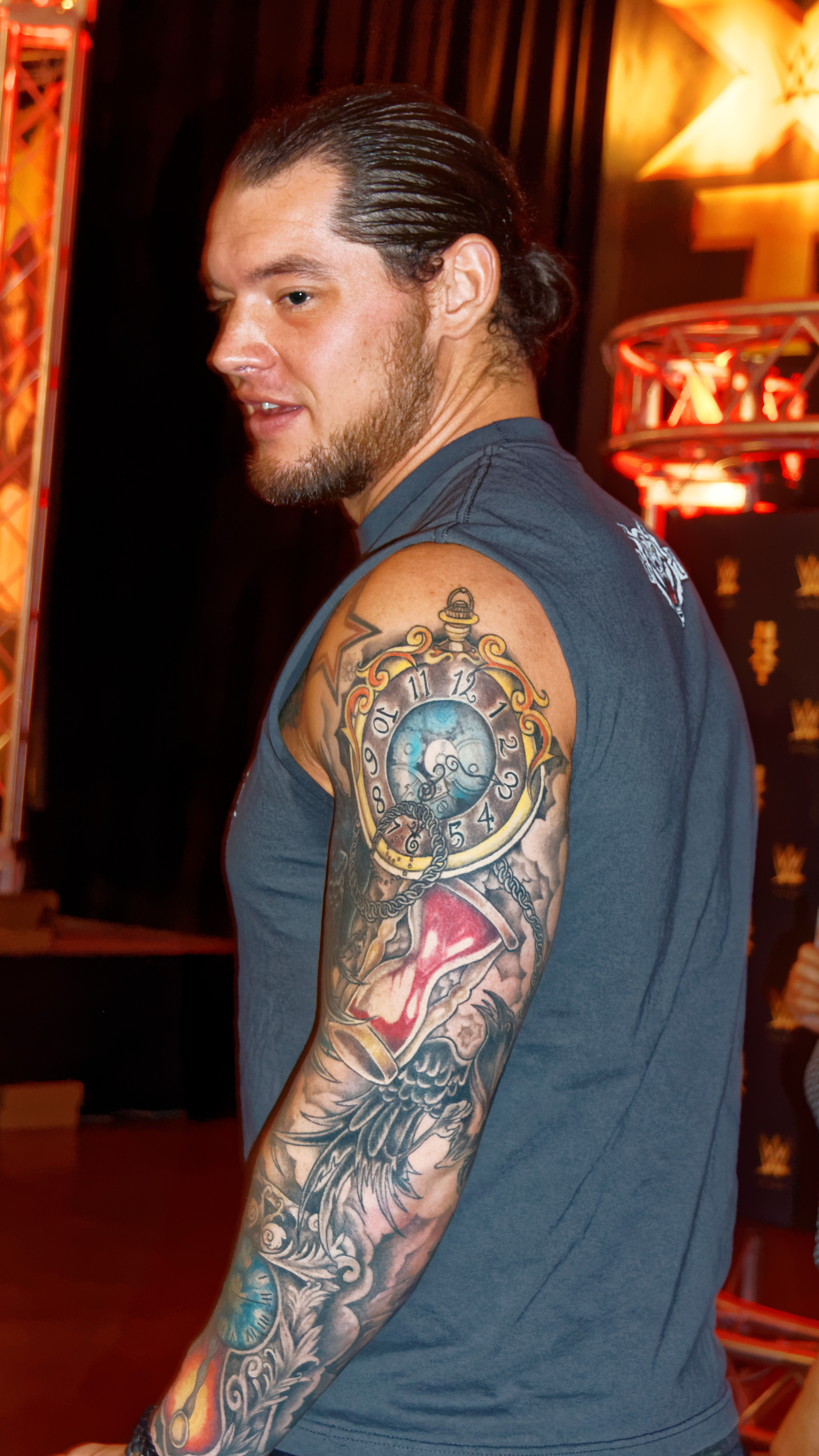
Corbin en WrestleMania 31 Axxess en marzo de 2015.

En el episodio del 6 de mayo de NXT, Rhyno derrotó a Dempsey y luego desafió a Corbin a un combate en NXT TakeOver: Unstoppable. La semana siguiente en NXT, Corbin derrotó a Solomon Crowe y se convirtió en heel cuando mostró una personalidad más engreída después de que la multitud lo abucheara a él y a sus cortos combates, lo que culminó con Corbin confrontando a Rhyno e iniciando un feudo con él. El 20 de mayo en NXT TakeOver: Unstoppable, Corbin derrotó a Rhyno para terminar el feudo. En el episodio del 12 de agosto de NXT, Corbin derrotó a Axel Tischer y luego sometió a Steve Cutler, aplicándole un End of Days a los dos, hasta que Samoa Joe salió a desafiar a Corbin y comenzar una pelea, aplicándole el Coquina Clutch a Corbin. La semana siguiente en NXT, Corbin atacó a Joe después de su combate, aplicándole un End of Days y estableciendo con esto una contienda para NXT TakeOver: Brooklyn. El 22 de agosto en el evento, Joe ganó después de que Corbin se desmayara con el Coquina Clutch.
Luego de eso, Corbin se asoció con su antiguo rival Rhyno par participar como equipo en el torneo Dusty Rhodes Tag Team Classic. En el episodio del 2 de septiembre de NXT, derrotaron a The Ascension en la primera ronda. Luego, derrotaron al equipo de Johnny Gargano & Tommaso Ciampa en la segunda ronda. El 7 de octubre en NXT TakeOver: Respect, Corbin & Rhyno derrotaron a Chad Gable & Jason Jordan para avanzar a la final del torneo, donde perdieron contra Finn Bálor & Samoa Joe. Después del evento, se realizó un Battle Royal para determinar al contendiente #1 al Campeonato de NXT, en donde Corbin fue el último eliminado por Apollo Crews, a quien Corbin atacó durante su combate titular para costarle el título, lo que provocó un feudo entre los dos, el cual culminó el 16 de diciembre en NXT TakeOver: Londres, donde Corbin derrotó a Crews.
En enero de 2016, Corbin estuvo involucrado en un Triple Threat match contra Sami Zayn y Samoa Joe en el episodio del 27 de enero de NXT para determinar al contendiente #1 al Campeonato de NXT de Finn Bálor, pero Corbin perdió después de que Zayn y Joe le aplicaran sus llaves de rendición a Corbin al mismo tiempo, con Corbin rindiéndose con eso. El gerente general de NXT, William Regal, no le dio a Corbin otra oportunidad por el título, lo que llevó a Corbin a decir que Regal "lamentaría" su decisión, lo cual se vio en el episodio del 2 de marzo de NXT, cuando Corbin atacó a Austin Aries por detrás después de que Regal lo introdujera, comenzando un feudo entre los dos que culminó el 1 de abril en NXT TakeOver: Dallas, donde Corbin fue derrotado por Aries. En el episodio del 13 de abril de NXT, Corbin derrotó a Tucker Knight en su última aparición en NXT.

#### Inicios en el roster principal (2016-2017)

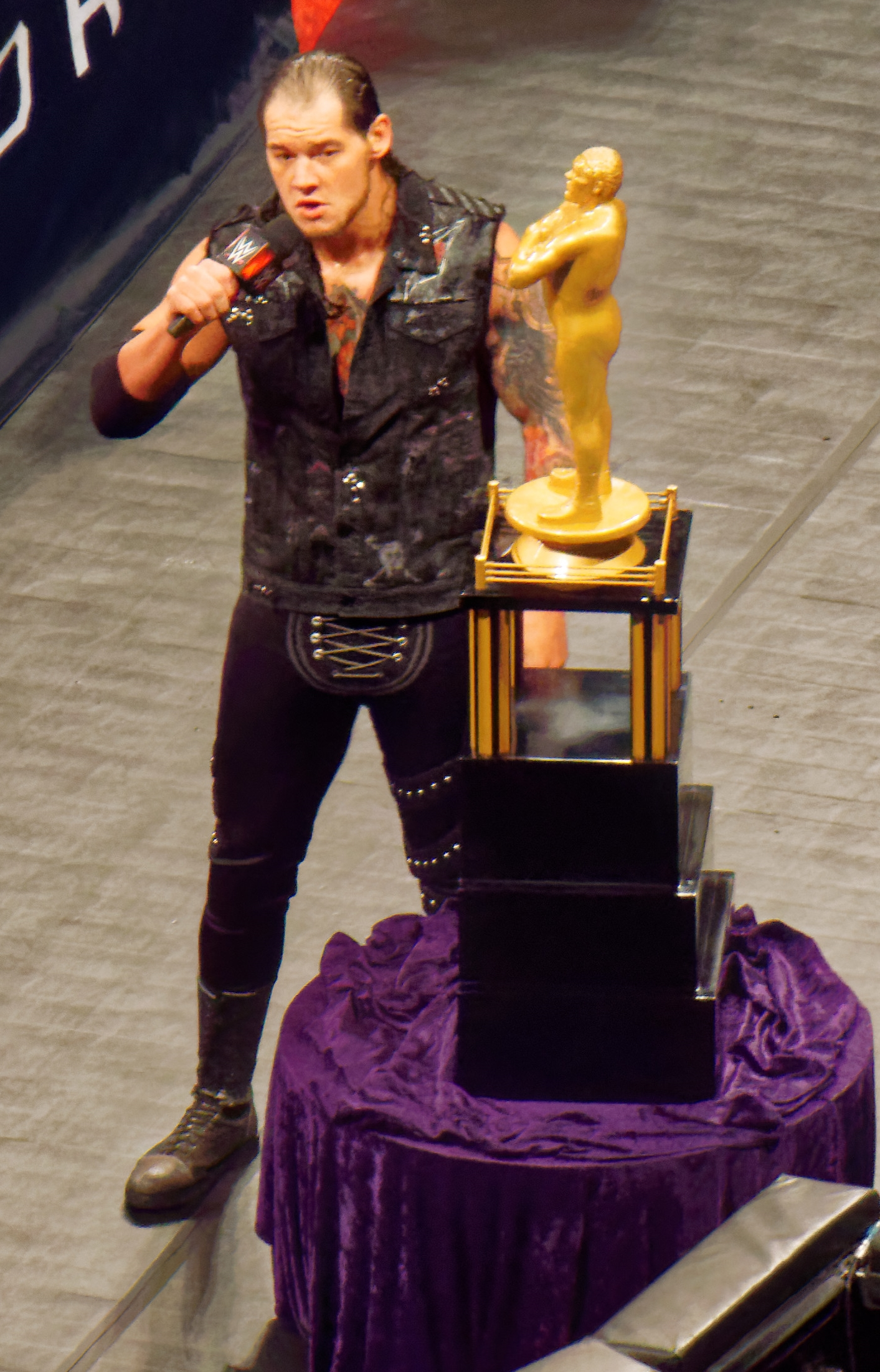
Corbin con el Trofeo André the Giant que ganó en WrestleMania 32.

Corbin hizo su debut en el roster principal el 3 de abril en WrestleMania 32, ganando el André the Giant Memorial Battle Royal tras eliminar finalmente a Kane. Luego de eso, la noche siguiente en Raw, Corbin tuvo su primer combate contra Dolph Ziggler, el cual terminó en doble cuenta fuera, pero a pesar de eso continuó atacando a Ziggler, aplicándole un End of Days en el suelo de la arena. Corbin se enfrentó a Ziggler el 1 de mayo en el pre-show de Payback, siendo derrotado después de un Roll-up, marcando su primera derrota en el elenco principal. La noche siguiente en Raw, Ziggler eliminó a Corbin en un Battle Royal para determinar al contendiente #1 por el Campeonato de los Estados Unidos, por lo que posteriormente Corbin volvió al ring para atacar a Ziggler, causándole la eliminación a manos de Rusev. En el episodio del 9 de mayo de Raw, Corbin derrotó a Ziggler, igualando el marcador entre los dos a 1-1. El 22 de mayo en el pre-show de Extreme Rules, Corbin derrotó a Ziggler en un No Disqualification match. La noche siguiente en Raw, Corbin fue confrontado por Ziggler, quien lo desafió a un combate técnico para la siguiente semana en Raw, lo cual Corbin aceptó. La lucha tuvo lugar el 30 de mayo en Raw, ganando Corbin por descalificación después de que Ziggler le aplicara un Low Blow. Corbin y Ziggler se enfrentaron una vez más el 19 de junio en Money in the Bank, en donde Corbin derrotó a Ziggler para ponerle fin al feudo.
El 19 de julio, Corbin fue mandado a la marca SmackDown debido al Draft y a la nueva separación de marcas. En el episodio del 2 de agosto de SmackDown, Corbin fue derrotado por Apollo Crews en un Triple Threat match que también incluía a Kalisto para determinar al contendiente #1 por el Campeonato Intercontinental de The Miz el 21 de agosto en SummerSlam. Luego de eso, Corbin atacaría a Kalisto tras bastidores durante las siguientes semanas y lo culpó por su derrota en el Triple Threat match mientras estaba inmovilizado, hasta que Kalisto finalmente resultó herido a manos de Corbin y estuvo fuera de acción por varios meses. El 11 de septiembre en el pre-show de Backlash, Corbin derrotó a Crews. Después de eso, Corbin inició un feudo con Jack Swagger, quien derrotó a Corbin cuando el árbitro creyó que Corbin lo golpearía cuando estaba buscando la cuerda del ring mientras resistía el Patriot Lock de Swagger. Corbin derrotó a Swagger el 9 de octubre en No Mercy  y el 18 de octubre en SmackDown, terminando el feudo de esa manera. En el episodio del 1 de noviembre de SmackDown, Corbin se unió al Team SmackDown para enfrentar al Team Raw en un Traditional Survivor Series Elimination Men's match en Survivor Series. Sin embargo, la semana siguiente en SmackDown, fue lesionado (kayfabe) por Kalisto, quien hacía su regreso, y debido a eso fue sacado del Team SmackDown. Corbin tomó venganza al costarle a Kalisto el Campeonato Crucero de WWE en Survivor Series cuando atacó al campeón The Brian Kendrick durante la lucha, causando la descalificación de Kalisto. En el episodio del 22 de noviembre de SmackDown, Corbin derrotó a Kane por descalificación después de que Kalisto interfiriera y lo atacara con una silla. Eso los llevó a un Chairs match el 4 de diciembre en TLC: Tables, Ladders & Chairs, el cual ganó Corbin. Corbin nuevamente derrotó a Kalisto en una lucha de revancha el 6 de diciembre en SmackDown para terminar el feudo.

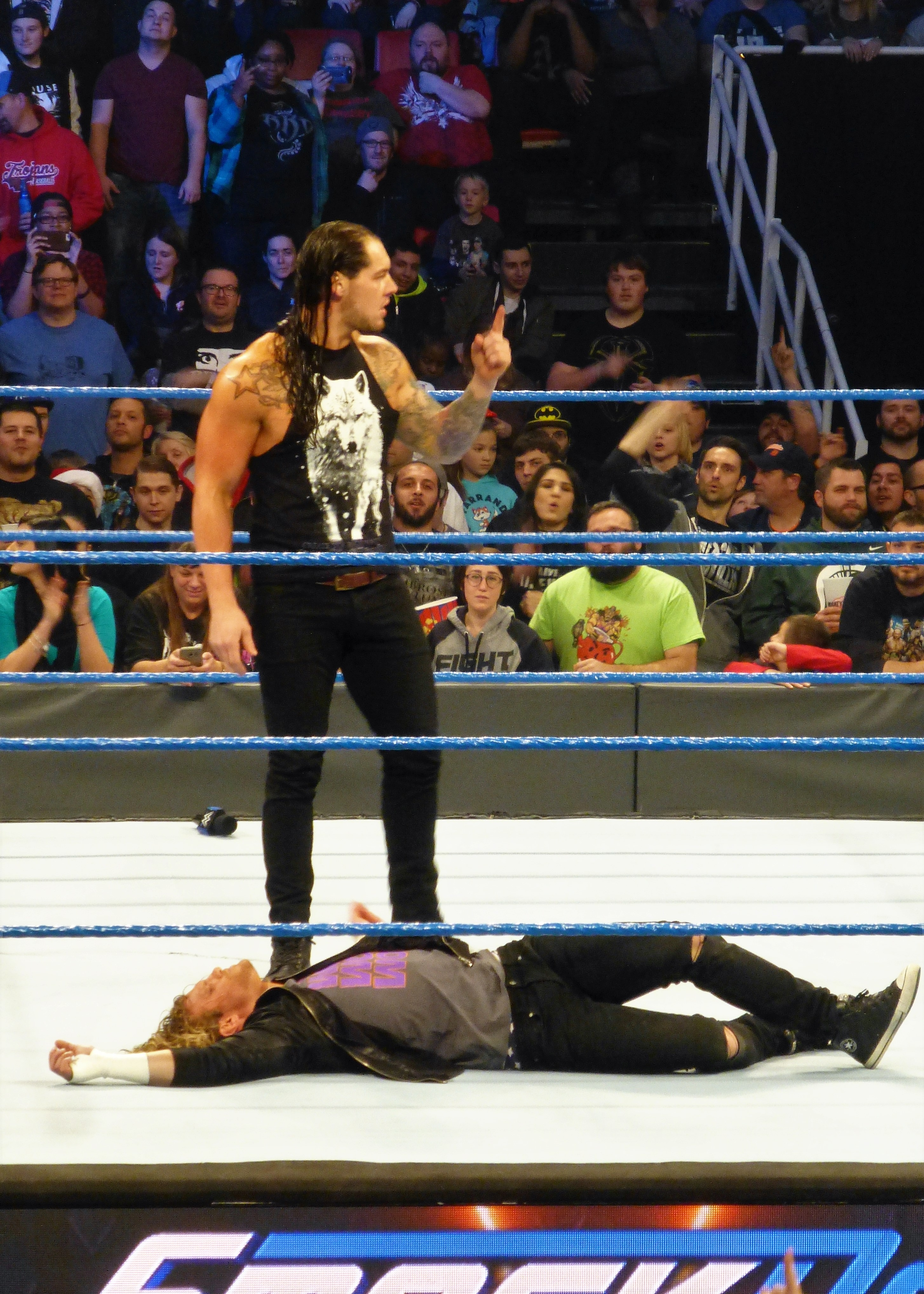
Corbin después de atacar a Dolph Ziggler en diciembre de 2016.

En el episodio del 20 de diciembre de SmackDown, Corbin confrontó a Dolph Ziggler, quien acababa de convertirse en el contendiente #1 por el Campeonato de WWE de AJ Styles, por lo que ambos se enfrentaron esa misma noche en una lucha con la oportunidad titular de Ziggler en juego, pero el combate terminó en doble cuenta fuera y debido a eso el gerente general de SmackDown Daniel Bryan hizo que la lucha del 27 de diciembre en SmackDown por el Campeonato de WWE fuera un Triple Threat match entre Styles, Corbin y Ziggler. Dicha lucha, la primera oportunidad por un título mundial de Corbin en la WWE, fue ganada por Styles tras cubrir a Ziggler.
En el episodio del 10 de enero de SmackDown, Corbin sufrió su primera derrota por pinfall desde mayo de 2016 a manos de John Cena. El 29 de enero en Royal Rumble, Corbin participó en el Royal Rumble match como el número 13, en donde eliminó a Braun Strowman de la marca Raw y duró más de 32 minutos en el combate antes de ser eliminado por The Undertaker. En el episodio del 7 de febrero de SmackDown, Corbin derrotó a AJ Styles, The Miz y al Campeón Intercontinental Dean Ambrose en un Fatal 4-Way match, pero el 12 de febrero en Elimination Chamber, fue el primer hombre eliminado en el Elimination Chamber match por el Campeonato de WWE por Ambrose, quien utilizó un Roll-up, por lo que inmediatamente después Corbin lo atacó y causó su eliminación. En el episodio del 7 de marzo de SmackDown, Corbin atacó a Ambrose por la espalda con una pipa de metal e intentó aplastarlo debajo de un camión de trabajo. El 21 de marzo en SmackDown, Corbin fue derrotado por Randy Orton después de que Ambrose lo distrajera, estableciendo con esto un combate entre ambos por el Campeonato Intercontinental en WrestleMania 33. Dicha lucha fue movida más tarde al kick-off del evento, pero Corbin no tuvo éxito en ganar el título. En el episodio del 4 de abril de SmackDown, Corbin derrotó a Ambrose en un Street Fight match sin el título en juego, la cual marcaría el fin del feudo, ya que Ambrose, junto con el campeonato, fue traspasado a la marca Raw debido al Superstar Shake-up.
El 17 de abril en SmackDown, Corbin fallaría convertirse en el próximo contendiente #1 por el Campeonato de los Estados Unidos después de que no pudo llevarse la victoria en un Triple Threat match contra Styles y Sami Zayn. El 26 de abril, se anunció que Corbin había sido suspendido por una semana y multado por el comisionado de SmackDown, Shane McMahon, después de que empujara a un oficial de seguridad mientras atacaba a Zayn durante el Talking Smack. En Backlash, Corbin fue derrotado por Zayn.

#### Mr. Money in the Bank y Campeón de los Estados Unidos (2017-2018)
En el episodio del 23 de mayo de SmackDown, Corbin fue anunciado como participante del Money in the Bank Ladder match para Money in the Bank, en donde ganó el combate y el maletín de Money in the Bank el 18 de junio. El 27 de junio en SmackDown, Corbin derrotó a Sami Zayn para terminar el feudo entre los dos. Después de eso, Corbin comenzó una rivalidad con Shinsuke Nakamura, a quien atacó antes del Money in the Bank Ladder match. En Battleground, Corbin fue derrotado por Nakamura por descalificación después de haberlo atacado con un low blow. En el episodio del 25 de julio de SmackDown, Nakamura derrotó a Corbin en una lucha de revancha. La siguiente semana en SmackDown, después de que Nakamura derrotara a John Cena para convertirse en el contendiente #1 por el Campeonato de WWE en SummerSlam, Corbin atacó a Nakamura, sólo para ser atacado después por Cena, quien le aplicó un Attitude Adjustment a través de una mesa de comentaristas. El 8 de agosto en SmackDown, el gerente general Daniel Bryan anunció que Corbin se enfrentaría a Cena en SummerSlam. En el episodio del 15 de agosto de SmackDown, Corbin cobró el maletín de Money in the Bank, pero fue derrotado rápidamente por el campeón Jinder Mahal después de haber sido distraído por Cena, convirtiéndose en la tercera persona en cobrar sin éxito el contrato de Money in the Bank después de Cena y Damien Sandow. En SummerSlam, Corbin fue derrotado por Cena.
En el episodio del 22 de agosto de SmackDown, Kevin Owens escogió a Corbin como árbitro de su lucha por el Campeonato de los Estados Unidos contra el campeón AJ Styles esa misma noche, con la promesa de un futuro combate por el campeonato para Corbin si Owens ganaba la lucha. Corbin abandonaría el combate cerca del final después de las fuertes críticas de Shane McMahon, a quien le otorgaría el deber de arbitrar antes de irse. La semana siguiente en SmackDown, Corbin atacó a Tye Dillinger, quien había respondido el desafío abierto de Styles por el campeonato. La siguiente semana en SmackDown, Corbin derrotó a Dillinger en una lucha con Styles en la mesa de comentaristas. En el episodio del 19 de septiembre de SmackDown, antes de una lucha por el título programada contra Styles, Corbin atacó a Styles, lo que causó que Dillinger atacara a Corbin. Styles logró aplicarle el Calf Crusher Submission a Corbin, con lo que logró someterlo. Corbin derrotó a Dillinger el 26 de septiembre en SmackDown por cuenta fuera luego de arrojar a Dillinger contra Styles. Luego de eso, Corbin desafió a Styles a una lucha por el campeonato en Hell in a Cell, la cual Styles aceptó más tarde. Posteriormente, Corbin fue derrotado por Dillinger la siguiente semana en SmackDown. En Hell in a Cell, Dillinger fue añadido al combate para convertirlo en un Triple Threat match, en donde Corbin derrotó a Styles y Dillinger para ganar por primera vez el Campeonato de los Estados Unidos, su primer campeonato en su carrera como luchador profesional. Dos noches después en SmackDown, Corbin derrotó a Styles para retener el título. En el episodio del 17 de octubre de SmackDown, Corbin fue derrotado sorpresivamente por Sin Cara a través de la cuenta fuera. En la edición del 23 de octubre de Raw, Corbin formó parte de las superestrellas de SmackDown que invadieron Raw, por órdenes de Shane McMahon. La noche siguiente en SmackDown, Corbin se enfrentó a Sin Cara en una lucha de revancha, pero fue derrotado por descalificación. Corbin se enfrentaría a Sin Cara nuevamente la semana siguiente, pero la lucha terminó sin resultado. Finalmente, Corbin retuvo el campeonato ante Sin Cara en el episodio del 14 de noviembre de SmackDown, terminando su feudo con él. En Survivor Series, Corbin derrotó al Campeón Intercontinental The Miz. En Clash of Champions, Corbin perdió el campeonato ante Dolph Ziggler en un Triple Threat match en el que Bobby Roode también compitió, terminando su reinado en 70 días.
En Royal Rumble, Corbin ingresó al Royal Rumble match como el número 4, pero no pudo ganar el combate después de ser eliminado por Finn Bálor. Después de ser eliminado, Corbin atacó a Balor, Rusev y Heath Slater. El 13 de febrero de SmackDown, Corbin estaba programado originalmente para enfrentarse a Dolph Ziggler para determinar quién sería agregado al combate por el Campeonato de WWE en Fastlane, sin embargo, Kevin Owens y Sami Zayn atacaron a Corbin tras bastidores antes de la lucha. Después del ataque, el comisionado de SmackDown, Shane McMahon, anunció que Corbin se enfrentaría a Owens en un combate individual esa misma noche, el cual Corbin ganaría, siendo añadido al combate por el Campeonato de WWE. Esa misma noche, Ziggler también fue agregado al combate después de derrotar a Zayn; al igual que John Cena, quien fue añadido al combate luego de derrotar al campeón AJ Styles el 27 de febrero en SmackDown. En Fastlane, Corbin no pudo ganar el campeonato debido a que Styles cubrió a Owens para retener el título. En el episodio del 20 de marzo de SmackDown, Corbin derrotó a Tye Dillinger, donde, después del combate, anunció que competiría en el André the Giant Memorial Battle Royal en WrestleMania 34. En el SmackDown Live del 3 de abril juntó a Mojo Rawley, Dolph Ziggler & Primo Colon derrotaron a Tye Dillinger, Zack Ryder &  Breezango(Tyler Breeze & Fandango). En el Andre the Giant Memorial Battle Royal , Corbin llegó a ser uno de los dos últimos participantes sobrevivientes antes de ser eliminado por el eventual ganador "Woken" Matt Hardy.

#### Alguacil de Raw (2018-2019)
El 16 de abril, Corbin fue traspasado a Raw debido al Superstar Shake-up. En el episodio del 23 de abril de Raw, Corbin atacaría a No Way Jose después de negarse a competir en un combate contra él. En Greatest Royal Rumble, Corbin participó en el Royal Rumble match entrando como el número 38, eliminando a Bobby Roode, Roderick Strong y Rey Mysterio antes de ser eliminado por Randy Orton. En el episodio del 4 de junio de Raw, Corbin confrontaría al gerente general Kurt Angle, acusándolo de no dirigir el programa de manera justa, antes de anunciarle a Angle que la comisionada Stephanie McMahon había convertido a Corbin en «alguacil de Raw», convirtiéndose en su representante personal. La semana siguiente, Corbin debutó con una nueva apariencia, con un traje y una cabeza rapada, luego comenzó un feudo con Finn Bálor. En Extreme Rules, Corbin perdió contra Bálor. En el episodio del 30 de julio de Raw, Corbin derrotó a Bálor. Más tarde, esa misma noche, Corbin apareció con Kurt Angle para darle la bienvenida a Brock Lesnar, pero huiría cuando Lesnar atacó a Angle. En el episodio del 6 de agosto de Raw, Corbin perdió ante Roman Reigns. Después del combate, Corbin fue atacado por Bálor, quien le aplicó un Coup de Grâce. La siguiente semana en Raw, Corbin derrotó a Tyler Breeze, y luego atacó a Bálor con un End of Days. Corbin volvería a enfrentarse a Bálor en SummerSlam, siendo derrotado rápidamente después de que Bálor emergiera como su alter ego, Demon King. La noche siguiente en Raw, después de una derrota ante Bobby Lashley y después de que Kurt Angle recibiera unas "vacaciones" por Stephanie McMahon, Corbin fue nombrado gerente general interino de Raw. La semana siguiente en Raw, Corbin derrotó a Bálor después de hacer de su lucha un No Disqualification match para poder golpearlo con una silla. En el episodio del 10 de septiembre de Raw, Corbin cobró el contrato de Money in the Bank de Braun Strowman y tomó la decisión de enfrentarlo contra Roman Reigns en un Hell in a Cell match por el Campeonato Universal de WWE en Hell in a Cell. El 17 de septiembre en Raw, en la noche después de Hell in a Cell, Corbin se enfrentó a Reigns en un combate por el Campeonato Universal de WWE, pero no pudo ganar el título en el evento principal del show a pesar de una interferencia de Strowman, Drew McIntyre y Dolph Ziggler. En el episodio del 24 de septiembre de Raw, Corbin & AOP (Akam & Rezar) fueron derrotados por The Shield (Roman Reigns, Seth Rollins & Dean Ambrose) en un Six-man Tag Team match. En el episodio del 8 de octubre de Raw, Corbin organizó su propio Battle Royal personalizado para determinar al segundo hombre clasificado para el torneo por la Copa Mundial de WWE, pero fue el último eliminado por un Kurt Angle disfrazado de "El Conquistador".
El 2 de noviembre en el evento Crown Jewel, Corbin atacó a Strowman con el vacante Campeonato Universal de WWE antes de su lucha titular contra Brock Lesnar, lo que le ayudó a Lesnar a ganar el campeonato. En el episodio del 5 de noviembre de Raw, Corbin fue nombrado como el capitán del Team Raw para el Traditional Survivor Series Elimination Men's match en Survivor Series aunque sin derecho a competir debido a sus funciones como gerente general interino, siendo sus primeras selecciones Strowman, Dolph Ziggler y Drew McIntyre. La semana siguiente en Raw, Finn Bálor y Bobby Lashley fueron añadidos al Team Raw. En el evento, el Team Raw derrotó al Team SmackDown después de que Strowman eliminara a Shane McMahon. Después del combate, Corbin atacó a Strowman y salió rápidamente del ring junto con McIntyre, Lashley y Lio Rush. La noche siguiente en Raw, Stephanie McMahon programó una lucha entre Corbin y Strowman para TLC: Tables, Ladders & Chairs, en donde si Corbin gana se convertirá en el gerente general definitivo de Raw, pero si pierde, dejará de ser gerente general interino y Strowman recibirá una lucha por el Campeonato Universal de WWE de Brock Lesnar en Royal Rumble. Debido a que Strowman tenía el derecho de escoger la estipulación, el combate se convirtió en un Tables, Ladders and Chairs match. Esa misma noche, Corbin, McIntyre & Lashley se enfrentaron a Strowman, Finn Bálor & Elias en un Tag Team Elimination match, siendo derrotados por descalificación después de que McIntyre atacara a Strowman con una silla. Posteriormente, Corbin atacó brutalmente a Strowman junto con McIntyre y Lashley, destrozándole uno de sus brazos con los escalones metálicos (kayfabe). Esto se hizo debido a que Strowman tenía problemas con uno de sus hombros, el cual requería cirugía. Sin embargo, Corbin anunció que su combate contra Strowman aún estaba programado según lo planeado, y aceptaría la victoria por abandono. En el episodio del 10 de diciembre de Raw, Corbin se enfrentó a Seth Rollins en un Tables, Ladders and Chairs match por el Campeonato Intercontinental, pero no logró ganar el título a pesar de haber contado con la ayuda obligatoria del recién nombrado árbitro, Heath Slater. En TLC: Tables, Ladders & Chairs, numerosas superestrellas, entre ellas Finn Bálor y Kurt Angle, ayudaron a Strowman a derrotar fácilmente a Corbin en un Tables, Ladders and Chairs match, por lo que Corbin fue despojado de todo poder autoritario. La noche siguiente en Raw, después de que Stephanie McMahon, Vince McMahon, Triple H y Shane McMahon anunciaron que estarían colectivamente a cargo de Raw y SmackDown, Corbin les rogó que le dieran el cargo de gerente general permanente de Raw, pero la familia McMahon anunció que tendría que derrotar a Kurt Angle para obtener ese cargo en una lucha con Heath Slater como el árbitro especial invitado. Poco sabía Corbin de que se trataría de un No Disqualification Handicap match, ya que Angle tendría momentos después a Apollo Crews, Bobby Roode y Chad Gable como compañeros de equipo para derrotar fácilmente a Corbin.
A finales de 2018, Corbin inició un pequeño feudo con Elias, a quien derrotó en los episodios del 7 de enero y del 21 de enero de 2019 de Raw. El 27 de enero en Royal Rumble, Corbin participó en el Royal Rumble match como el número 23, eliminando a Apollo Crews y Aleister Black antes de ser eliminado por Strowman. En Elimination Chamber, Corbin derrotó a Strowman con la ayuda de McIntyre y Lashley en un No Disqualification match. Sin embargo, la noche siguiente en Raw, Corbin fue derrotado por Strowman en un Tables match. En Fastlane, Corbin hizo equipo con Lashley y McIntyre para enfrentar al recientemente reunido The Shield, pero fueron derrotados. En el episodio del 18 de marzo de Raw, Corbin fue elegido por Kurt Angle como el oponente para su último combate como luchador profesional en WrestleMania 35, debido a los problemas que Corbin le causó mientras era gerente general de Raw. En el evento, Corbin derrotó a Angle después de un End of Days.

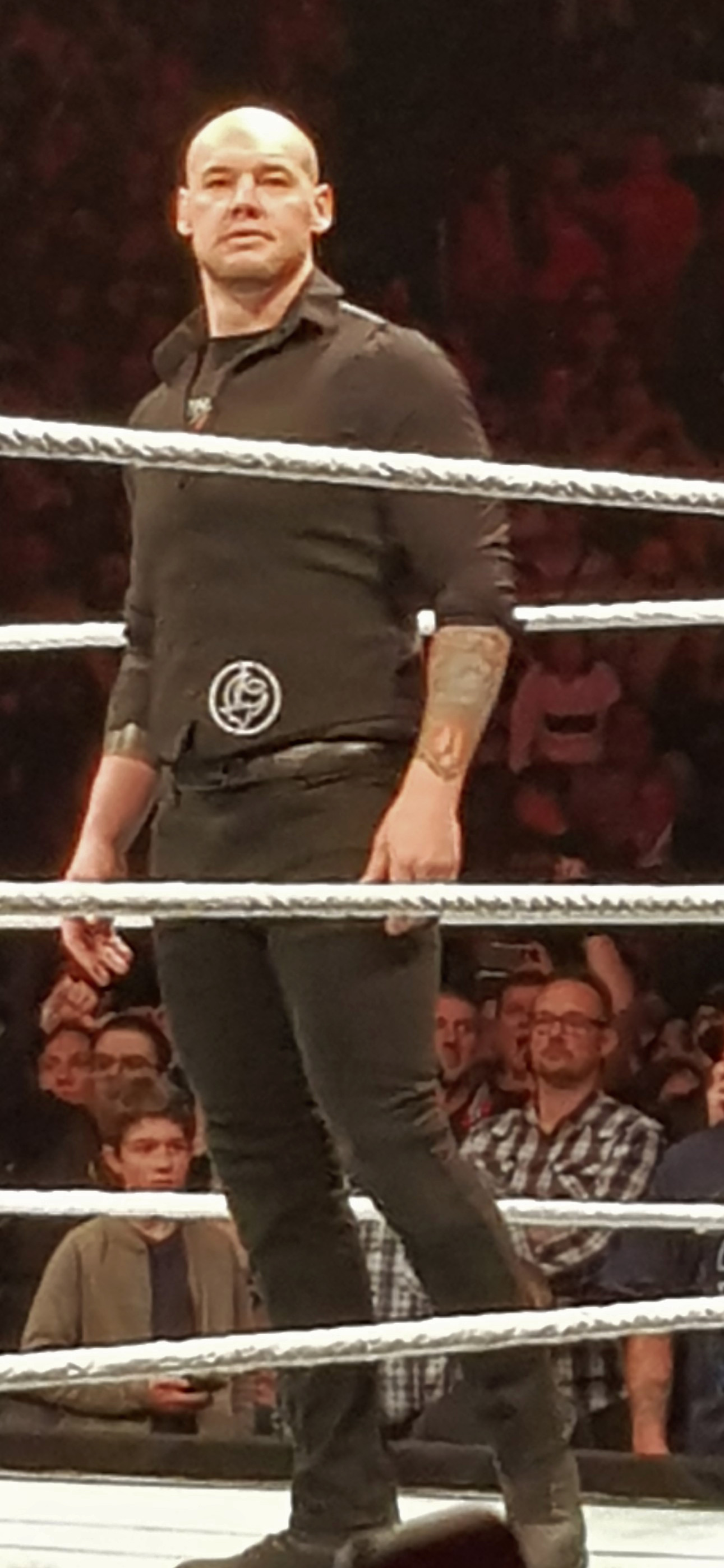
Corbin en mayo de 2019.

En el episodio del 22 de abril de Raw, Corbin derrotó a McIntyre y The Miz en un Triple Threat match para ganar una lucha contra AJ Styles en el evento principal, la cual determinaría al contendiente número uno al Campeonato Universal de WWE de Seth Rollins. Sin embargo, Corbin fue derrotado por Styles. La semana siguiente en Raw, Corbin fue anunciado por Alexa Bliss como uno de los cuatro hombres de la marca Raw que participarían en el Money in the Bank Ladder match en Money in the Bank. Esa misma noche, Corbin & McIntyre fueron derrotados por Strowman & Ricochet en una lucha por equipos. En el evento, Corbin no logró ganar el contrato de Money in the Bank, el cual fue ganado por Brock Lesnar (quien fue añadido al combate de último momento como reemplazo de Sami Zayn). En el episodio del 27 de mayo de Raw, Corbin atacó a un Styles lesionado antes de reemplazarlo más tarde en un Fatal 4-Way match contra Strowman, The Miz y Bobby Lashley para determinar al contendiente número uno al Campeonato Universal de WWE en Super Show-Down, donde salió victorioso luego de cubrir a Miz. En el evento, desde Jeddah, Arabia Saudita, Corbin tuvo una discusión con el árbitro John Cone durante el combate, lo que le permitió a Rollins cubrir a Corbin con un roll-up para retener el campeonato. En el siguiente episodio de Raw, Corbin reveló que los funcionarios de la WWE le permitieron seleccionar un árbitro especial invitado para una lucha titular contra Rollins en Stomping Grounds. En el evento, momentos antes de que comenzara el combate, Corbin reveló que el árbitro especial invitado sería Lacey Evans, quien fue derrotada por la novia de Rollins, Becky Lynch, en una lucha por el Campeonato Femenino de Raw más temprano esa misma noche. Evans fue parcial hacia Corbin durante todo el combate, agregando múltiples estipulaciones a su favor. Sin embargo, Lynch atacó a Evans y la sacó del combate. Rollins derrotó a Corbin, con Cone realizando el pinfall. La noche siguiente en Raw, Evans y Corbin desafiaron a Lynch y Rollins por sus respectivos títulos en un Last Chance Winners Take All Extreme Rules Mixed tag team match en Extreme Rules, la cual según la estipulación sería la última oportunidad titular para Corbin y Evans. En el evento, durante el final del combate, Corbin le aplicó un End of Days a Lynch, lo que provocó que Rollins lo atacara agresivamente. Finalmente, Corbin y Evans perdieron el combate. La noche siguiente en Raw, Corbin participó en un Battle Royal para determinar al contendiente número uno al Campeonato Universal. Corbin eliminó a Rey Mysterio antes de ser eliminado por Rollins (quien perdió el campeonato ante Brock Lesnar después del combate por equipos la noche anterior).

#### King Corbin (2019-2021)
En agosto, Corbin fue anunciado como uno de los dieciséis competidores en el torneo King of the Ring. Después de un mes de ausencia en Raw, Corbin regresó en el episodio del 19 de agosto, donde él & McIntyre perdieron ante The Miz & Ricochet en una lucha por equipos. La semana siguiente, Corbin derrotó a The Miz en la primera ronda del torneo. Debido a eso, Corbin se enfrentó a Cedric Alexander la siguiente semana en Raw en los cuartos de final, donde salió victorioso. En el episodio del 9 de septiembre de Raw, en las semifinales del torneo, Corbin derrotó a Ricochet y Samoa Joe en un Triple Threat match para avanzar a la final, la cual tuvo lugar el 16 de septiembre en Raw, donde Corbin derrotó a Chad Gable para ganar la final y con eso el torneo King of the Ring. La noche siguiente en SmackDown, durante su coronación como ganador del King of the Ring, Corbin llamó a Gable supuestamente para felicitarlo por haber llegado a la final del torneo, pero en lugar de eso lo insultó. Como consecuencia, Gable enfureció y atacó a Corbin, destruyendo después la corona de Corbin, junto con las demás cosas que lo caracterizaban como King of the Ring. Debido a su victoria en el torneo King of the Ring, Corbin cambió su nombre en el ring a King Corbin. En el episodio del 23 de septiembre de Raw, Corbin perdió por descalificación ante Gable al atacarlo con su cetro. Después del combate, Corbin atacó a Gable con el mismo cetro. El 30 de septiembre en la premiere de temporada de Raw, Corbin atacó a Seth Rollins junto con Randy Orton, antes de que Rollins fuera salvado por Rusev. Más tarde, Corbin fue anunciado como integrante del Team Flair, el cual se enfrentaría al Team Hogan en un 5-on-5 Tag Team match el 31 de octubre en Crown Jewel. En Hell in a Cell, Corbin hizo que Gable fuera llamado "Shorty Gable" antes de ser derrotado con un roll-up. En el episodio del 11 de octubre de SmackDown, Corbin se enfrentó una vez más a Gable, saliendo victorioso.
El 14 de octubre, debido al Draft, Corbin fue traspasado a la marca SmackDown. En el episodio del 18 de octubre de SmackDown, Corbin interfirió en la lucha por el Campeonato Intercontinental entre el campeón Shinsuke Nakamura y Roman Reigns atacando a este último antes de que Daniel Bryan apareciera para salvarlo. Más tarde, en el evento principal de esa noche, Corbin se unió a Nakamura para enfrentar a Reigns y Bryan en una lucha por equipos, donde fueron derrotados. En el episodio del 25 de octubre de SmackDown, Corbin, Nakamura & Cesaro (del Team Flair a excepción de Cesaro) fueron derrotados por Reigns, Shorty G & Ali (del Team Hogan). En Crown Jewel, el Team Flair fue derrotado por el Team Hogan. En el episodio del 8 de noviembre de SmackDown, Corbin derrotó a Reigns en una lucha individual gracias a una interferencia de Dolph Ziggler y Robert Roode. En la edición del 12 de noviembre de WWE Backstage, Corbin fue anunciado como integrante del Team SmackDown para Survivor Series, del cual Reigns sería el capitán. En el evento, el Team SmackDown se enfrentó al Team Raw y al Team NXT en un Traditional Survivor Series Elimination Men's match, donde Corbin fue eliminado por Tommaso Ciampa después de recibir un Spear por parte del propio Reigns. Sin embargo, el Team SmackDown ganó el combate. En el siguiente episodio de SmackDown, Reigns llamó a Corbin, quien afirmó que el Team SmackDown ganó por su culpa, y declaró que Reigns había traicionado a su equipo al atacarlo. Reigns desafió a Corbin a un combate, sin embargo, Corbin presentó a Dolph Ziggler y Robert Roode y este último desafió a Reigns a una lucha, en la que Reigns ganó. Después del combate, se produjo una pelea, donde Reigns atacó brutalmente a Roode. La semana siguiente en SmackDown, un Tables, Ladders and Chairs match entre Corbin y Reigns fue programado para TLC: Tables, Ladders & Chairs. Esa misma noche, después de una victoria de Reigns sobre Ziggler, Corbin lo atacó. Luego, con la ayuda de este último, lo esposó, lo acuñó en un poste y lo humilló derramando comida para perros sobre él. En el episodio del 13 de diciembre de SmackDown, Corbin criticó a Reigns, pero fue interrumpido por The New Day, quien lo confrontó antes de que Kofi Kingston lo abofeteara. Más tarde esa noche, su lucha contra este último terminó sin resultado, cuando Ziggler atacó a Big E, lo que provocó una pelea entre los cuatro hombres. El combate se convirtió en una lucha por equipos, donde The New Day ganó por descalificación después de que Corbin atacara a Kingston con las esposas. Posteriormente, Corbin y Ziggler comenzaron a atacar a The New Day, antes de que Reigns apareciera para salvarlos. En TLC: Tables, Ladders & Chairs, Corbin derrotó a Reigns con ayuda de su seguridad real, Ziggler y The Revival (Scott Dawson & Dash Wilder). En el episodio del 20 de diciembre de SmackDown, Corbin & Ziggler perdieron ante Daniel Bryan y The Miz en una lucha por equipos. En el episodio del 27 de diciembre de SmackDown, Corbin perdió contra Bryan en un Triple Threat match para determinar al contendiente número uno al Campeonato Universal de WWE, el cual también incluyó a Miz.
El 3 de enero de 2020 en SmackDown, la lucha por equipos entre Corbin & Ziggler contra Reigns & Bryan terminó sin resultado, luego de un ataque de "The Fiend" Bray Wyatt sobre Bryan. La semana siguiente en SmackDown, Corbin & Ziggler vencieron a The Usos por descalificación, luego de que Reigns le aplicara un Spear a Corbin. En el episodio del 17 de enero de SmackDown, Corbin no pudo evitar la derrota de Roode contra Reigns en un Tables match. Debido a eso, Reigns obtuvo la posibilidad de escoger la estipulación para su combate contra Corbin en Royal Rumble, eligiendo un Falls Count Anywhere match. En el evento, Corbin fue derrotado por Reigns debido a una interferencia de The Usos, a pesar de contar con la ayuda de Ziggler y Roode. Más tarde esa misma noche, Corbin ingresó al Royal Rumble match como el número 22, donde eliminó a Matt Riddle antes de ser eliminado por Drew McIntyre. El 27 de febrero en Super Show-Down, desde Riad, Arabia Saudita, Corbin perdió ante Reigns en un Steel Cage match, poniéndole fin al feudo. Posteriormente, Corbin comenzó un feudo con Elias, contra quien perdió en la noche uno de WrestleMania 36. En el episodio del 24 de abril de Smackdown, Corbin derrotó a Drew Gulak para clasificar en el Corporate Money in the Bank Ladder match. En Money in the Bank, Corbin no pudo ganar el contrato después de que él y AJ Styles se lo entregaron a Otis sin querer después de que el maletín se resbalara de sus manos, luego de haberlo descolgado simultáneamente. Luego de eso, Corbin participó en un Torneo por el vacante Campeonato Intercontinental, pero fue eliminado por Elias en la primera ronda. En el episodio del 18 de mayo de Raw, Corbin perdió ante el Campeón de WWE Drew McIntyre en una lucha no titular. En el episodio del 29 de mayo de SmackDown, Corbin participó en un Battle Royal Match para reemplazar a Jeff Hardy en el torneo por el Campeonato Intercontinental, debido a que Hardy había sido arrestado (kayfabe) esa misma noche. Corbin eliminó a Lince Dorado, Drew Gulak, Gran Metalik y Dolph Ziggler, sin embargo fue eliminado por Jey Uso. En el Kick-Off de T.L.C: Tables, Ladders & Chairs, junto a Sami Zayn, Cesaro & Shinsuke Nakamura fueron derrotados por Big E, Daniel Bryan, Chad Gable & Otis.
En Royal Rumble, participó en el Royal Rumble masculino entrando en el puesto #19, eliminando a Shinsuke Nakamura y Otis, sin embargo fue eliminado por Dominik Mysterio. Corbin también fue uno de los participantes en la Elimination Chamber match del evento homónimo, donde el ganador se enfrentaría al Campeón Universal de la WWE Roman Reigns más adelante, aunque no logró ganar el combate. En el SmackDown! WrestleMania Edition, participó en el André the Giant Memorial Battle Royal, formando parte de los varios luchadores que eliminaron a Shelton Benjamin, también eliminó a Murphy, sin embargo fue eliminado por Shinsuke Nakamura. Durante este periodo del año, Corbin tuvo un feudo con Nakamura cuando los dos intercambiaron victorias entre sí. En el episodio del 18 de junio de SmackDown, fue derrotado por Nakamura en un Battle for the Crown, convirtiéndose de esta manera en el primer luchador en perder la corona del King of the Ring en un combate. Como resultado de esto,  su nombre de ring fue revertido a nuevamente Baron Corbin. 

#### Happy Corbin y alianza con JBL (2021-2023)
En el episodio del 16 de julio de SmackDown, Corbin comenzó a aparecer con ropa sucia, una barba descuidada y la cabeza sin afeitar, lo que le dio un aspecto desaliñado. Reveló que, después de perder su corona, había perdido todo, desde sus inversiones hasta su familia. Además, mostró su propia versión de una campaña de GoFundMe llamada CorbinFund.com, pidiendo a los fanáticos y luchadores que donen a la causa. En el episodio del 13 de agosto de SmackDown, Corbin robó el maletín Money in the Bank de Big E antes de huir de la arena. Sin embargo, Big E lo recuperó en SummerSlam tras vencer a Corbin en el Kick-Off. En el episodio del 27 de agosto de SmackDown, después de dar la vuelta a sus desgracias en Las Vegas, entró en la arena en un Bentley, declarándose "asquerosamente rico" y exigiendo ser llamado Happy Corbin. En el episodio del 24 de septiembre de SmackDown, debutó con su nuevo programa de entrevistas "Happy Talk", aliándose también con Riddick Moss, quien sería conocido como Madcap Moss.
Participó en el Black Friday Invitational Battle Royal por una oportunidad al Campeonato Universal de la WWE de Roman Reigns, eliminando a su compañero Moss aunque seguido ambos se rieron, y a Sheamus, sin embargo fue eliminado por Jeff Hardy.
Junto a Moss, entró en un feudo con Drew McIntyre, después de que se burlaron de McIntyre por no estar en el battle royal. Tanto en Day 1 como en Elimination Chamber, estuvo en la esquina de Moss en sus combates contra McIntyre, con su compañero perdiendo en ambos eventos. En Royal Rumble, ingresó en el #15, eliminando a Ricochet y Dominik Mysterio, aunque terminó siendo eliminado por McIntyre, continuando su enemistad. Dicha enemistad concluiría en WrestleMania 38, donde Corbin fue derrotado por McIntyre. Días después en SmackDown, Corbin atacó a Moss a traición en un segmento del Happy Talk, dando fin a su alianza e iniciando un feudo con este. En WrestleMania Backlash, fue derrotado por Moss. El 5 de junio en el evento Hell in a Cell, Corbin fue nuevamente derrotado por Moss en un combate No Holds Barred.
En el episodio del 17 de junio de SmackDown, la rivalidad Corbin-Moss concluyó después de que Corbin fuese derrotado en un Last Laugh match; después de ese combate, se enfrentó al comentarista Pat McAfee, quien se había estado burlando de Corbin durante su rivalidad con Moss. El 2 de julio, después de que Money in the Bank saliera del aire, atacó a McAfee en el ringside y aceptó su desafío para un combate en SummerSlam. Más adelante en el evento, Corbin perdió el combate, ya que McAfee le daría un golpe bajo mientras el árbitro estaba derribado, y luego recibir un Sunset Flip desde la cuerda central.
Con el paso de los meses siguientes, Corbin fue derrotado por luchadores como Ricochet y Shinsuke Nakamura lo que le hizo tener una racha de derrotas que lo llevó hasta el episodio del 2 de septiembre, donde tras bastidores fue recogido por una limusina blanca y desde adentro alguien lo incitó  que se fuera dentro del auto, desapareciendo en las siguientes semanas. Finalmente en el episodio del 17 de octubre, Corbin hizo su regreso a Raw (habiendo estado en SmackDown durante tres años) en donde fue presentado por John "Bradshaw" Layfield, abandonando su gimnick de hombre feliz y recibiendo un nuevo apodo: "The God Wrestling Modern". Esa misma noche, derrotó a Dolph Ziggler. En el episodio del 25 de octubre, Corbin obtuvo su segunda victoria, derrotando a Johnny Gargano por pinfall tras una interferencia de JBL.
En el episodio del 9 de enero de 2023, JBL desafió a Kevin Owens a un combate individual en nombre de Corbin, el cual este perdió. La semana siguiente, Corbin se enfrentó a Finn Bálor, Dolph Ziggler, The Miz, Bobby Lashley y Seth Rollins en un combate donde el ganador retaba a Austin Theory por el Campeonato de los Estados Unidos; sin embargo, fue el último eliminado por Lashley. En Royal Rumble, Corbin ingresó al Royal Rumble match varonil como el #14, donde antes de entrar al ring fue vapuleado por Brock Lesnar y una vez participando fue rápidamente eliminado por Rollins. En el episodio del 6 de febrero, horas después de su derrota ante Dexter Lumis, cuando le preguntó a JBL donde iban a cenar, este le respondió que estaba fastidiado de él debido a sus recientes derrotas, terminando la asociación entre ambos. En el SmackDown WrestleMania Edition, participó en el André the Giant Memorial Battle Royal, sin embargo fue el primer eliminado por Rick Boogs.

#### Burn the Ships e historias finales (2023-2024)
Debido al Draft, Corbin fue uno de los luchadores que no pudo establecerse en una marca, siendo considerado como un agente libre que le permitió hacer apariciones en cualquier programa de la empresa. En el episodio de Raw del 15 de mayo, participó en el 20-Man Battle Royal por una oportunidad al Campeonato Mundial Intercontinental de GUNTHER en Night Of Champions, eliminando a Akira Tozawa, sin embargo fue eliminando por Dexter Lumis. El 30 de mayo, hizo su regreso a NXT atacando al campeón de la marca, Carmelo Hayes, luego de su defensa titular ante Noam Dar.
Corbin inició el 2024 siguiendo con su alianza junto a Bron Breakker, ganando el torneo Dusty Rhodes Tag Team Classic derrotando a Trick Williams y Carmelo Hayes en la final de NXT Vengeance Day#Vengeance Day para ganar una oportunidad por los Campeonatos en Parejas de NXT. En el episodio del 13 de febrero de NXT, Corbin y Breakker derrotaron a The Family (Tony D'Angelo & Channing "Stacks" Lorenzo) para ganar el Campeonato en Parejas de NXT. Este sería el segundo título de Corbin en la empresa (y primero en un tag team) desde 2017. El 1 de noviembre, fue liberado de su contrato por WWE.

### Circuito independiente (2025-presente)
El 13 de enero de 2025, se anunció que Pestock haría su debut para Game Changer Wrestling (GCW) en su evento The People vs. GCW el 19 de enero, donde se enfrentará a Josh Barnett en un combate Bloodsport. En el evento, Pestock fue derrotado por Barnett. El 23 de enero, en una entrevista con Chris Van Vliet, Pestock anunció que su nuevo nombre de ring será "Bishop Dyer" con el apodo de "Nomad", que rendirá homenaje a su personaje de "Lone Wolf" en la WWE. El 14 de marzo, Dyer hizo su debut para Maple Leaf Pro Wrestling (MLP) en la noche 1 de Mayhem, desafiando sin éxito a Thom Latimer por el Campeonato Mundial Peso Pesado de la NWA. En la noche 2, Dyer hizo equipo con Billy Gunn para derrotar a Latimer y Matt Cardona.

### Major League Wrestling (2025-presente)
Bishop Dyer debutó en Major League Wrestling (MLW) el 5 de abril de 2025 en Battle Riot VII, donde atacó a Matt Riddle y se alió con Donovan Dijak y Saint Laurent, consolidándose como heel. Más tarde esa noche, Dyer entró en la lucha de Battle Riot por el Campeonato Mundial Peso Pesado de MLW en el puesto n.° 31, registrando tres eliminaciones antes de ser eliminado por Rob Van Dam.

## Vida personal
El padre de Pestock murió en 2008 debido a complicaciones de la enfermedad de Creutzfeldt-Jakob. Pestock usa el anillo de bodas de su padre en un collar como tributo, mientras que también tiene tatuajes de su padre y su abuelo en su pierna. También tiene tatuajes conmemorando a sus amigos, la estrella de Jackass Ryan Dunn y el productor de Jackass Zachary Hartwell, quienes murieron en un accidente automovilístico en junio de 2011.
Pestock ha acreditado a Billy Gunn, Bill DeMott, Corey Graves, Kane y Dusty Rhodes por haberlo ayudado a desarrollar su personaje y personalidad de lucha libre.
Pestock es fanático de los Kansas City Chiefs. Es buen amigo de Pat McAfee, habiendo sido compañeros de equipo en los Indianapolis Colts y vivieron juntos durante su año de novato. Tiempo después durante su etapa en WWE, Pestock se enfrentaría a McAfee en un combate en el evento SummerSlam 2022.

## Otros medios
Corbin hizo su debut en los videojuegos de la WWE como WWE 2K16 y luego apareció en WWE 2K17, WWE 2K18 , WWE 2K19 , WWE 2K20 y WWE 2K22 como un personaje jugable.

## Campeonatos y logros
- Major League Wrestling

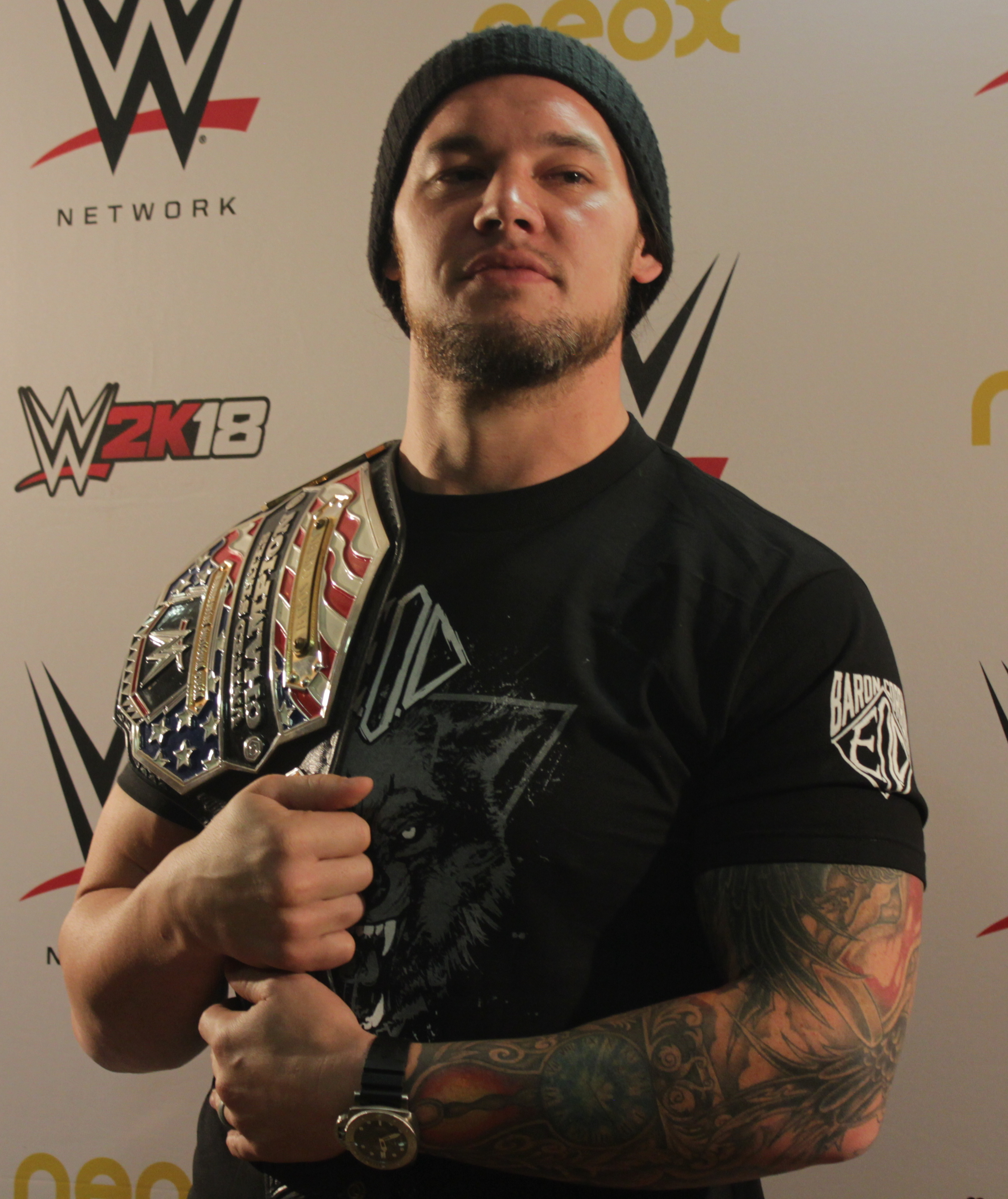
Corbin como Campeón de los Estados Unidos de WWE

  - MLW World Tag Team Championship (1 vez, actual) – con Donovan Dijak[228]

- WWE
  - WWE United States Championship (1 vez)
  - NXT Tag Team Championship (1 vez) – con Bron Breakker
  - Money in the Bank (2017)
  - King of the Ring (2019)
  - André the Giant Memorial Battle Royal (Tercer ganador)
  - Dusty Rhodes Tag Team Classic (Octavo ganador) - con Bron Breakker
  - Premio WWE Year-End por el más odiado (2018)[229]

- Revolver
  - Most Metal Athlete (2016)[230]

- Wrestling Observer Newsletter
  - Most Overrated (2018)
  - Worst Gimmick (2018) - "Constable" Baron Corbin[231][232]

- Pro Wrestling Illustrated
  - Luchador más odiado del año (2019)
  - Situado en el N.º 274 en los PWI 500 de 2014[233]
  - Situado en el N.º 86 en los PWI 500 de 2015[234]
  - Situado en el N.º 53 en los PWI 500 de 2016[235]
  - Situado en el N.º 49 en los PWI 500 de 2017[236]
  - Situado en el N.º 56 en los PWI 500 de 2018
  - Situado en el N.º 39 en los PWI 500 de 2019
  - Situado en el N.º 41 en los PWI 500 de 2020
  - Situado en el N.º 134 en los PWI 500 de 2022